# Burtonwood
Burtonwood är en ort i civil parish Burtonwood and Westbrook, i kommunen Borough of Warrington, i Storbritannien. Den ligger i grevskapet Cheshire och riksdelen England, i den centrala delen av landet, 270 km nordväst om huvudstaden London. Burtonwood ligger 29 meter över havet och antalet invånare är 3 266.
Terrängen runt Burtonwood är platt. Runt Burtonwood är det mycket tätbefolkat, med 1 177 invånare per kvadratkilometer. Närmaste större samhälle är Great Sankey, 4,3 km söder om Burtonwood. I omgivningarna runt Burtonwood växer i huvudsak blandskog.